# New, Fluffy, Delicious!
New, Fluffy, Delicious! es un álbum del grupo australiano de twee pop Pearly Gatecrashers
El disco fue editado por Zero Hour Records en 1992.

## Canciones
- Age Of Innocence
- Fly
- Good Time
- Happiest Days
- I Really Suffered
- I'm Dreaming
- In The Summer
- Run
- Tequila Moon

- Datos: Q6041438